# Harbhajan Singh (crickettista)
Harbhajan Singh (3 luglio 1980) è un crickettista indiano.

## Palmares
- Coppa del mondo
  - 2011: Oro
  - 2003: Argento
- Coppa del Mondo T20
  - 2007: Oro
- ICC Champions Trophy
  - 2002: Oro
- Asia Cup
  - 2010: Oro
  - 2016: Oro
  - 2004: Argento

## Attività politica
Dopo aver lasciato lo sport, è entrato in politica come membro della Rajya Sabha in rappresentanza del partito Aam Aadmi.

## Attività cinematografica
Ha interpretato se stesso nel film Mujhse Shaadi Karogi (2004). Dopo altre apparizioni speciali, ha recitato da protagonista nel film tamil Friendship (2021).

## Vita privata
Sposato dal 2015 con l'ex attrice Geeta Basra, con cui ha due figli.